# Schkedei marak

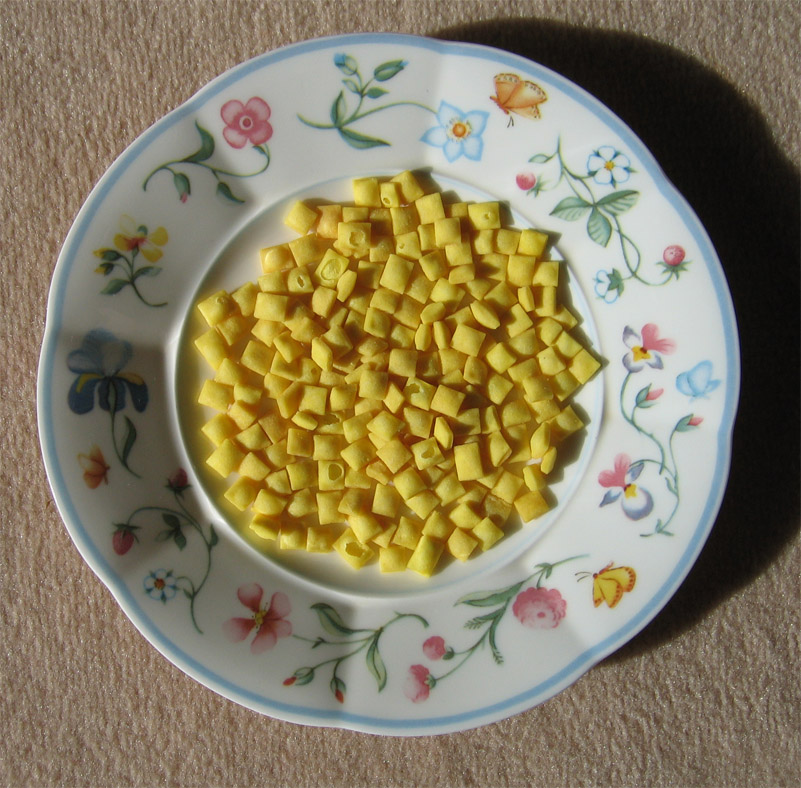
שקדי מרק Croutons

Schkedei marak (hebräisch שקדי מרק, deutsch Suppen-Mandeln, von jiddisch Mandelach) ist eine in Israel beliebte Suppeneinlage. Sie haben eine kleine quadratische Kissenform, werden aus gepresstem Weizenmehl und Öl hergestellt und umgangssprachlich auch Croûtons genannt. Sie sind, wie in Israel üblich, koscher und parve (neutral) und werden auch trocken als Snack gegessen. Ursprünglich wurden sie ausschließlich vom Nahrungsmittelhersteller Osem angeboten, heute existieren auch Produkte von anderen Herstellern.

## Weblink
- שקדי מרק Osem Mini Croutons (Soup Almonds)